# Leuchtturm Paard van Marken
Paard van Marken ist ein Leuchtturm auf der niederländischen Insel Marken. Er steht auf einer Landspitze im Markermeer. Da das Gebäude aus der Ferne und mit einiger Fantasie wie ein Pferd wirkt, wird es Paard van Marken (deutsch Pferd von Marken) genannt.

## Beschreibung
Das erste Leuchtfeuer auf Marken wurde 1700 in Betrieb genommen. Es gehörte zu einer Kette von Leuchttürmen an der damaligen Zuiderzee, von denen nur noch De Ven erhalten ist. Der heutige Rundturm wurde 1839 nach den Plänen von J. Valk aus Klinker errichtet und das Leuchtfeuer am 14. November 1839 offiziell in Betrieb genommen. Seit dem 14. Januar 1970 ist der Leuchtturm (niederländisch Vuurtoren) als Rijksmonument anerkannt.

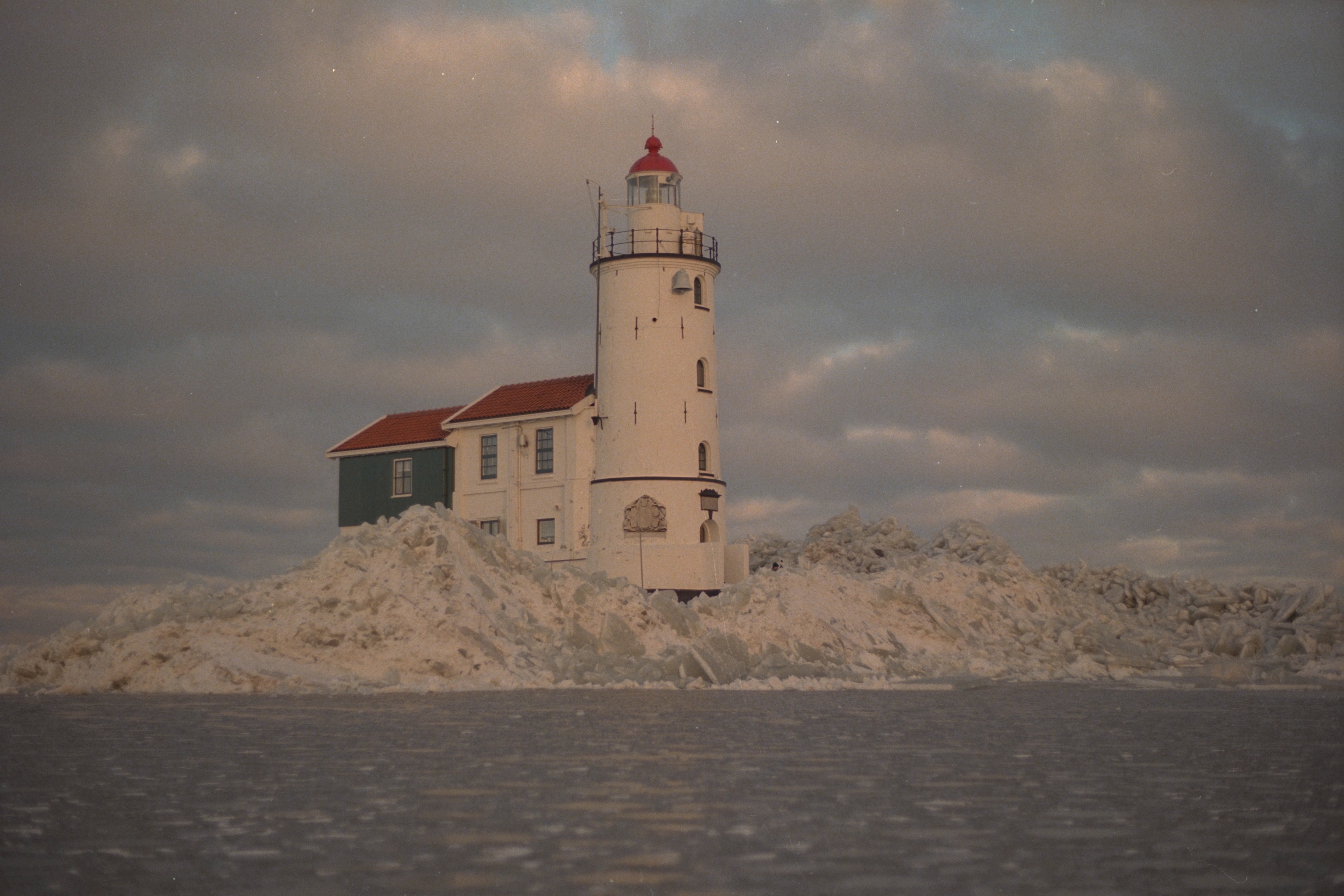
Vereiste Landspitze

Der exponierte Standort ist bei winterlichen Stürmen der Spritzwasservereisung besonders ausgesetzt. So wurde das ursprüngliche Haus für die Leuchtfeuerwärter 1879 durch Eis komplett zerstört. Auch das jetzige Wohngebäude wurde 1900 schwer beschädigt und 1971 reichte das Eis bis zum Dach.
Das Leuchtfeuer hat eine Feuerhöhe von 16 m und zeigt als Kennung ein unterbrochenes weißes Licht mit einer Wiederkehr von acht Sekunden (Oc.W.8s). Die Optik wurde 1992 ersetzt und das Nebelhorn 2001 außer Betrieb genommen.